# Премии Хейнекена
Премии Хейнекена — международная награда, присуждаемая раз в два года Нидерландской королевской академией наук. Финансируется фондами, организованными Шарлен де Карвальо-Хейнекен. Награда присуждена 14 лауреатам Нобелевской премии.
Программа международных наград включает шесть премий:
- Биохимия и биофизика (с 1964 года)
- Медицина (с 1989 года)
- Науки об окружающей среде (с 1990 года)
- История (с 1990 года)
- Нейронауки (с 2006 года)
- Искусство (с 1988 года).

Лауреатам премий в первых пяти номинациях вручается денежное вознаграждение в размере 200 000 долларов США, в номинации «Искусство» — денежное вознаграждение в размере 100 000 евро.

## Биохимия и биофизика
Лауреаты премии:
- 1964 —  Эрвин Чаргафф
- 1967 — Жан Браше
- 1970 — Britton Chance[англ.]
- 1973 —  Кристиан Рене де Дюв
- 1976 — Laurens L.M. van Deenen[нем.]
- 1979 —  Аарон Клуг
- 1982 — Charles Weissmann[англ.]
- 1985 — Bela Julesz[англ.] и Werner E. Reichardt[англ.]
- 1988 —  Томас Роберт Чек
- 1990 —  Филипп Ледер
- 1992 — Piet Borst[англ.]
- 1994 —   Майкл Берридж
- 1996 —  Пол Нерс[~ 1][1]
- 1998 —   Энтони Джеймс Поусон
- 2000 —  Джеймс Ротман
- 2002 —  Роджер Тсиен
- 2004 —  Эндрю Файер[~ 2][2]
- 2006 — Алек Джеффрис[~ 3][3]
- 2008 —  Джек Шостак
- 2010 —  Франц-Ульрих Хартль
- 2012 — Тития де Ланге
- 2014 — Крис Добсон
- 2016 — Дженнифер Даудна[~ 4][4]
- 2018 — Сяовэй Чжуан
- 2020 — Брюс Стилман
- 2022 — Бертоцци, Каролин
- 2024 — Ruedi Aebersold[англ.], Matthias Mann[англ.]

## Медицина
Лауреаты премии:
- 1989 —  Пол Лотербур
- 1990 — Йон ван Руд
- 1992 — Сальвадор Монкада
- 1994 —  Люк Монтанье
- 1996 — David de Wied[англ.]
- 1998 —  Барри Маршалл
- 2000 —  Эрик Кандел
- 2002 — Dennis J. Selkoe[нем.]
- 2004 —  Элизабет Элен Блэкбёрн[~ 5][5]
- 2006 — Мэри-Клэр Кинг[~ 6][6]
- 2008 — Ричард Пето[~ 7][7]
- 2010 —  Ральф Марвин Стайнман
- 2012 — Ханс Клеверс
- 2014 — Кари Алитало
- 2016 — Стивен Джексон
- 2018 — Питер Кармелит
- 2020 — Карл Дейссерот
- 2022 — Vishva Dixit[англ.]
- 2024 — перенесено на 2026 год

## Науки об окружающей среде
Лауреаты премии:
- 1990 — Джеймс Лавлок
- 1992 — Marko Branica[англ.]
- 1994 — BirdLife International (Colin J. Bibby[англ.])
- 1996 — Герман Дейли
- 1998 —  Пол Ральф Эрлих
- 2000 — Poul Harremoës
- 2002 — Лонни Томпсон
- 2004 —   Саймон Левин
- 2006 — Стюарт Пимм[~ 8][8]
- 2008 — Bert Brunekreef
- 2010 — Дэвид Тилман
- 2012 — Уильям Лоренс
- 2014 — Jaap Sinninghe Damsté[нем.]
- 2016 — Джорджина Мейс
- 2018 — Пол Хеберт
- 2020 — Коринн Ле Кере
- 2022 — Фольке, Карл
- 2024 — перенесено на 2026 год

## История
Лауреаты премии:
- 1990 — Питер Гэй
- 1992 — Герман Ван дер Вее
- 1994 —   Питер Браун
- 1996 — Хайко Оберман[англ.]
- 1998 — Мона Озуф
- 2000 — Ян де Фрис[нем.]
- 2002 — Хайнц Шиллинг
- 2004 — Жак Ле Гофф
- 2006 —  Джоэль Мокир
- 2008 — Джонатан Израэль
- 2010 — Розамонд Маккиттерик
- 2012 — Джеффри Паркер
- 2014 — Алейда Ассман
- 2016 — Джудит Херрин
- 2018 — Джон Роберт Макнил
- 2020 — Лоррейн Дастон
- 2022 — Сунил Амрит
- 2024 — перенесено на 2026 год

## Нейронауки
Лауреаты премии:
- 2006 — John Robert Anderson[англ.]
- 2008 — Станислас Деан
- 2010 — Michael Tomasello[англ.]
- 2012 — Джон Дункан[нем.]
- 2014 — Джеймс Макклелланд
- 2016 — Elizabeth Spelke[англ.]
- 2018 — Nancy Kanwisher[англ.]
- 2020 — Robert Jorge Zatorre[фр.]
- 2022 — Анна Кристина Нобре

## Искусство
Лауреаты премии:
- 1988 — Toon Verhoef[англ.]
- 1990 — Marrie Bot[англ.]
- 1992 — Carel Visser[англ.]
- 1994 — Matthijs Röling[англ.]
- 1996 — Karel Martens[англ.]
- 1998 — Jan van de Pavert[англ.]
- 2000 — Guido Geelen[англ.]
- 2002 — Aernout Mik[англ.]
- 2004 — Daan van Golden[англ.]
- 2006 — Job Koelewijn[англ.]
- 2008 — Барбара Виссер[англ.]
- 2010 — Mark Manders[англ.]
- 2012 — Peter Struycken[англ.]
- 2014 — Wendelien van Oldenborgh[англ.]
- 2016 — Yvonne Dröge Wendel[нидерл.]
- 2018 — Erik van Lieshout[нем.][9]
- 2020 — Ansuya Blom[англ.]

## Комментарии
1. ↑  Обоснование награды: «for his exceptional scientific research, which forms the basis of our current knowledge on the regulation of the division of eukaryotic cells and the molecular components and mechanisms involved»
2. ↑  Обоснование награды: «for his discovery of RNA interference»
3. ↑  Обоснование награды: «for his discovery of the genetic fingerprint»
4. ↑  Обоснование награды: «for her pioneering research into the structure and functioning of RNA molecules and RNA protein complexes»
5. ↑  Обоснование награды: «for identifying the structure of chromosome ends (telomeres) and discovering the enzyme telomerase»
6. ↑  Обоснование награды: «for proving the existence of the first hereditary breast cancer gene»
7. ↑  Обоснование награды: «for his pioneering work in the field of clinical epidemiology»
8. ↑  Обоснование награды: «for his research on species extinction and conservation»